# Legal & General
Legal & General Group plc, comúnmente conocida como Legal & General, es una multinacional británica de servicios financieros con sede en Londres. Sus productos y servicios incluyen seguros de vida, seguros generales, pensiones y gestión de inversiones. Tiene operaciones en el Reino Unido y Estados Unidos, con negocios de gestión de inversiones en el golfo Pérsico, Europa y Asia.
Legal & General cotiza en la Bolsa de Londres y forma parte del FTSE 100 Index. Legal & General Investment Management (LGIM), la rama de gestión de activos de L&G, es la décima mayor empresa de gestión de inversiones del mundo por activos bajo gestión y la segunda mayor empresa de gestión de inversiones institucionales de Europa (después de BlackRock).